# Band of Brothers (Hellyeah)
Band of Brothers è il terzo album del gruppo heavy metal statunitense Hellyeah. Il disco è stato pubblicato nel 2012 dalla Eleven Seven.

## Tracce
1. War in Me – 3:35
2. Band of Brothers – 4:45
3. Rage/Burn – 4:41
4. Drink Drank Drunk – 3:56
5. Bigger God – 4:39
6. Between You and Nowhere – 4:15
7. Call It Like I See It – 4:00
8. Why Does It Always – 3:20
9. WM Free – 5:02
10. Dig Myself a Hole – 3:15
11. What It Takes to Be Me – 3:29

## Formazione
- Chad Gray - voce
- Greg Tribbett - chitarra
- Tom Maxwell - chitarra
- Bob Zilla - basso
- Vinnie Paul - batteria

## Classifiche
| Classifica                   | Posizione massima |
| ---------------------------- | ----------------- |
| Billboard 200                | 20                |
| Billboard Hard Rock Albums   | 3                 |
| Billboard Independent Albums | 4                 |
| Billboard Top Rock Albums    | 3                 |
| Billboard Tastemaker Albums  | 4                 |